# Isabel Serrano
Isabel Serrano (Madrid, España, 30 de marzo de 1968) es una actriz y escritora española.

## Biografía
Comienza su vida artística como bailarina en programas como La bola de cristal o en ¡Viva 87! (especial de fin de año) de TVE presentado por Concha Velasco, para pasar después a bailar junto a Norma Duval en sus espectáculos.
En 1987 es contratada por Chicho Ibáñez Serrador como azafata de Un, dos, tres... responda otra vez. Terminada su etapa en el programa, es contratada por Pedro Masó como protagonista de la serie de TVE Brigada Central junto a Imanol Arias y José Coronado y por Pepe Navarro para copresentar el programa matinal El día por delante.
Desde entonces ha pasado por numerosas series de televisión como Pasión de vivir, Lleno, por favor, Yo, una mujer, ¿Quién da la vez?, Médico de familia, Al salir de clase, Acusados, Amar en tiempos revueltos, La encrucijada o La promesa entre otras.
En cine ha protagonizado películas como Adiós, tiburón, El regreso del Coyote, Así en el cielo como en la Tierra o See y you on Venus.

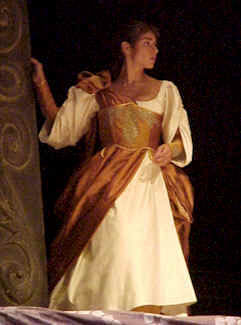
Isabel Serrano durante la representación de "El mágico prodigioso" en Puerto del Rosario, Fuerteventura, el 10 de octubre de 2000.

En teatro ha protagonizado numerosos montajes como Alta seducción con Arturo Fernández, El mágico prodigioso de Calderón de la Barca o Don Juan Tenorio. 
En 2004 es contratada por John Malkovich para protagonizar Hysteria y en 2005 representa Mujeres frente al espejo junto a Begoña Maestre. En 2008 realiza una gira con la obra de teatro Fiel y en 2021 protagoniza Contarlo para no olvidar. 
En 2021 publica como autora su primera obra literaria 'Cariño, ya que estás de pie...' y en 2021 publica la segunda 'Jamás sin ti'.

## Trabajos

### Cine
- La luna negra (1990), de Imanol Uribe. Como Enfermera.
- Vidas paralelas (1993), de Pastor Vega.
- Rosa Rosae (1993), de Fernando Colomo. Como Violeta Muñoz.
- Lazos (1994), de Alfonso Ungría.
- Así en el cielo como en la tierra (1995), de José Luis Cuerda. Como Mariví.
- Adiós, tiburón (1996), de Carlos Suárez. Como Dra. Alicia Rivas.
- La vuelta de El Coyote (1998), de Mario Camus. Como Antonia.

### Series
| Años          | Título                    | Personaje                            | Cadena      | Notas         |
| ------------- | ------------------------- | ------------------------------------ | ----------- | ------------- |
| 1989-1990     | Brigada Central           | Carmela                              | La 1        | 14 episodios  |
| 1992          | Las chicas de hoy en día  | Bego                                 | La 1        | 1 episodio    |
| 1993          | Lleno, por favor          | Caridad                              | Antena 3    | 3 episodios   |
| 1994          | ¡Ay Señor, Señor!         | Farmacéutica                         | Antena 3    | 1 episodio    |
| 1996          | Yo, una mujer             | Irene                                | Antena 3    | 13 episodios  |
| 1996-1999     | Médico de familia         | Inma                                 | Telecinco   | 47 episodios  |
| 1997          | Makinavaja                | Marsiana                             | La 2        | 1 episodio    |
| 2001          | Paraíso                   | Amanda Morales                       | La 1        | 1 episodio    |
| 2001-2002     | Al salir de clase         | Leticia Santos                       | Telecinco   | 132 episodios |
| 2002-2003     | Géminis, venganza de amor | Elena Alonso de Ferrer               | La 1        | 142 episodios |
| 2007          | C.L.A. No somos ángeles   | Sandra Gómez                         | Antena 3    | 65 episodios  |
| 2008          | Sin tetas no hay paraíso  |                                      | Telecinco   | 2 episodios   |
| 2009-2010     | Acusados                  | Isabel Holgado                       | Telecinco   | 25 episodios  |
| 2010-2011     | Amar en tiempos revueltos | Adelina Sánchez Palomo / Lina Guzmán | La 1        | 261 episodios |
| 2014          | Los misterios de Laura    | Clara Folch / Clara Sarmiento        | La 1        | 1 episodio    |
| 2018          | Fariña                    | Pilar                                | Antena 3    | 4 episodios   |
| 2020-2021     | Servir y proteger         | Edurne Gorraiz                       | La 1        | 5 episodios   |
| 2021          | Deudas                    | Asun                                 | Atresplayer | 1 episodio    |
| 2022          | Machos alfa               | Jimena                               | Netflix     | 1 episodio    |
| 2023          | Mía es la venganza        | Miriam Casals                        | Telecinco   | 9 episodios   |
| 2023          | 4 estrellas               | Trinidad                             | La 1        | 2 episodios   |
| 2025-presente | La promesa                | Leocadia de Figueroa                 | La 1        | ¿? episodios  |
| 2025          | La encrucijada            | Mónica                               | Atresplayer | ¿? episodios  |

### Programas
- Especial Nochevieja 1986: Viva 87 (1986), dirigido por Fernando Navarrete.
- La bola de cristal (1987), dirigido por Lolo Rico.
- Los mundos de Yupi (1987).
- Un, dos, tres... responda otra vez (1987-1988), dirigido por Chicho Ibáñez Serrador.
- El día por delante (1989).
- Inocente, inocente (1993-1996).
- La noche de los castillos (1995).

### Teatro
- Contarlo para no olvidar (2021)
- Fiel (2008).
- Hysteria (2004).
- 23 cm (2002).
- La ratonera (1998), de Agatha Christie.[3]
- El eunuco (1998), de Terencio.
- Los Pelópidas (1996).
- El caballero de las espuelas de oro (1994).
- Don Juan Tenorio (1993).
- El pícaro (1992).